# Любань (станция Октябрьской железной дороги)
Люба́нь — железнодорожная станция на линии Санкт-Петербург — Москва, находится в городе Любани Ленинградской области, принадлежит Санкт-Петербургскому отделению Октябрьской железной дороги. Здание станции, сохранившееся с небольшими изменениями со времени своей постройки относится к числу типовых станционных сооружений Николаевской железной дороги, ранее располагавшихся между двумя рельсовыми путями, ведущими в Петербург и от Петербурга. Около здания вокзала, со стороны Петербурга — расположен сквер, в котором установлен бюст одного из инженеров-строителей дороги — П. П. Мельникова. Бюст был установлен в 1955 году, после перенесения в сквер праха П. П. Мельникова. Ранее прах был захоронен в церкви, расположенной на берегу реки Тигоды, видной со стороны платформы на Петербургском направлении, и построенной по проекту архитектора Константина Тона, составленного не позже 1864 года. В 2000 году прах был возвращён в церковь.
На станции расположено 7 путей: 1-й, 3-й, 5-й, 7-й в сторону Москвы и 2-й, 4-й, 6-й в сторону Санкт-Петербурга. К платформе № 3 (7-й путь) подходят электропоезда, следующие в сторону Чудово, к платформе № 4 (6-й путь) — следующие в сторону Тосно. Электропоезда, следующие от/до Любани, могут подаваться как на 3-ю, так и на 4-ю платформу.
Со стороны платформы № 4 отходят пути к старому депо.
С одной стороны станции существует наземный, оборудованный свето-звуковой сигнализацией пешеходный переход, ведущий к церкви Тона. С другой стороны станции находится надземный пешеходный переход, строительство которого было начато в 2013 году. Весной 2015 года старый надземный переход был демонтирован, новый переход был торжественно открыт 31 июля 2015.
Со стороны платформы № 3 расположена автостанция, от которой отходят маршрутные автобусы до близлежащих населённых пунктов и Тосно, у платформы № 4 расположена остановка автобуса № 6, следующего по маршруту Сельцо — пос. Любань.

## История
Станция была открыта в 1851 году под названием Любанская и относилась к II классу. Приказом МПС № 227 от 21 декабря 1850 года утверждено название станции. После переименовании дороги 8 (20) сентября 1855 года, станция в составе Николаевской железной дороги, и в 1863 году станция получила официальное название в создаваемой сети железных дорог - Любань.
Первоначально на станции было построено типовое одноэтажное каменное здания вокзала (по проекту архитектора Желязевича Р.А.), которое расположено между железнодорожных путей,  с двумя платформами с обеих сторон, покрытые у пассажирского здания навесами. Настил пассажирских платформ был основан на крестовых сводах из Путиловской плиты. Также на станции построено круглое кирпичное паровозное депо на 22 секции ( 18 стойл для паровозов по 15 метров + 4 пути сквозные ) с поворотным кругом 13,3 метра. В 1865 году надстроен второй этаж пассажирского здания. В 1869—1870 годах производились работы по удлинению двенадцати стойл в паровозном здании, в 1873 году деревянный поворотный круг перестроен на железный.  С 1875 по 1879 год производилась постройка нового прямоугольного паровозного здания на 12 стойл. В 1877 году произведен капитальный ремонт пассажирского здания.

ЛЮБАНЬ — станция Николаевской железной дороги, при реке Тигоде, прихода села Любани.

Строений — 55, в том числе жилых — 49. Больница, аптека, школа, 9 мелочных и 3 мясных лавки, 3 ренсковых погреба. 2 питейных дома, 6 трактиров.

Число жителей по приходским сведениям 1879 г.: 161 м п., 174 ж. п.; (1884 год)

В 1888 году на станции удлинена платформа у Петербургского пути на 10 сажень. В 1905 году был произведён капитальный ремонт пассажирских платформ.
С 27 февраля 1923 года  станция в составе Октябрьской железной дороги, Приказом НКПС № 1028 от 20 августа 1929 года  станция в составе Октябрьских железных дорог, с 1936 года станция в составе Октябрьской железной дороги.
Согласно тарифному руководству № 4 от 1947 года, станция производит операции по приёму и выдачи только повагонных грузов, допускаемых к хранению на открытых площадках, а также приёму и выдаче всех грузов мелкими отправками. С 1965 года согласно тарифному руководству № 4 дополнительно производятся работы по хранению грузов повагонными отправками, загружаемых целыми вагонами на подъездных путях и местах необщего пользования, продажа билетов на все пассажирские поезда, приём и выдача багажа. Приказом Росжелдора № 211 от 6 июня 2014 года прием и выдача багажа на станции не производится. Приказом Росжелдора № 437 от 3 декабря 2018 года на станции закрыта работа по операциям: приём и выдача мелких отправок грузов, допускаемых к хранению на открытых площадках станции.
В 1971 году присвоен код ЕСР № 0611,  1975 году присвоен новый код ЕСР № 06110, 1985 году станция получила новый код АСУЖТ (ЕСР) № 042408.  В 1982 году присвоен код Экспресс-2 № 20616, 1994 году станция получила новый код Экспресс-3 № 2004616.

## Галерея
| - Чертёж вокзала 1851 года постройки. | - Локомотивное депо (старое фото) | - Вид платформы и церкви Тона, 2010 год |